# Bezprym
Bezprym (986-1032), el hijo primogénito del Rey de Polonia, Boleslao I el Bravo y su segunda esposa Judith, hija del Príncipe Géza de Hungría y su esposa Sarolta. Fue privado del trono de Polonia para dárselo a su hermano Miecislao II. Hacia el año 1003 Boleslao mandó a Bezprym a Italia, donde se hizo monje en una de las ermitas de San Romualdo. En 1031, en alianza con Conrado II del Sacro Imperio Romano Germánico y el príncipe rutenio Yaroslav I el Sabio, que contaban con el apoyo de rutenios y alemanes, logró obtener el trono de Polonia. Sin embargo, Miecislao II escapó a Bohemia, ante lo cual Bezprym envió las joyas de la corona polaca al emperador germánico para que estuviesen a salvo. El reinado de Bezprym fue breve, ya que fue asesinado en 1032, y Miecislao II volvió así al trono de Polonia. Se especula con que Bezprym podría haber comenzado la reacción pagana, pero solo unos pocos historiadores respaldan esta teoría.
Es posible que durante el tiempo que estuvo en Hungría fuera nombrado mandatario del condado de Veszprém y Zala. En este caso, el nombre "Veszprém" procedería de su propio nombre de ascendencia eslava (hallado en fuentes bohemias antiguas). Esta hipótesis propuesta por investigadores húngaros no ha encontrado respaldo contundente entre los historiadores polacos.